# Utilitarismo de preferências
O Utilitarismo de Preferências é uma forma de utilitarismo na filosofia contemporânea.

## Visão geral
Ao contrário do utilitarismo clássico, em que ações corretas são definidas como aquelas que maximizam o prazer e minimizam a dor, o utilitarismo de preferências, implica a promoção de ações que contemplem os interesses (preferências) dos seres envolvidos. Os seres podem ser racionais, isto é, os seus interesses podem ser cuidadosamente selecionados com base em projeções futuras, mas isso não é obrigatório; aqui "seres" se estende a todos os seres sencientes, até mesmo aqueles que vivem apenas no presente (que é, sem a capacidade intelectual necessária para contemplar as necessidades de longo prazo ou consequências). Pois o que é bom e certo, depende de preferências individuais, não pode ser nada, que é, em si, boa ou ruim: de preferência utilitárias, a fonte de moralidade e ética, em geral, é de subjetiva preferência. O Utilitarismo de preferência, portanto, pode ser caracterizado pelo reconhecimento de que cada pessoa tem uma experiência de satisfação única e singular.
A teoria, como descrita por R. M. Hare, em 1981, é controversa, na medida em que pressupõe alguma base pela qual um conflito entre A preferências e B preferências podem ser resolvidos (por exemplo, através da ponderá-los matematicamente). Em uma veia similar, Peter Singer, em grande parte de sua carreira, um dos principais proponentes de utilitarismo de preferências, o utilitarismo e ele próprio influenciado pela visão de Lebre, tem sido criticada por dar prioridade aos pontos de vista dos seres capazes de segurar preferências (sendo capaz de ativamente para contemplar o futuro e sua interação com o presente) sobre os que estão preocupados com a sua situação imediata, um grupo que inclui muitos animais e crianças. Assim, em casos de aborto, as visões do pai (sendo egoísta ou não, conforme o caso) tem prioridade sobre os do feto, sem recurso a qualquer percepção de direitos (aqui, o "direito à vida"). Há, ele escreve em relação ao assassinato, em geral, momentos em que "a preferência da vítima, às vezes, pode ser compensada pela preferências dos outros". Singer, no entanto, ainda dá um alto valor na vida dos seres racionais, uma vez que matá-los não infrinja apenas uma de suas preferências, mas "uma ampla gama das mais centrais e com mais preferências significativas que qualquer um ser pode ter".